# Ignazio Falconieri
Ignazio Falconieri (Monteroni di Lecce, 16 febbraio 1755 – Napoli, 31 ottobre 1799) è stato un presbitero italiano.
Sacerdote, professore di eloquenza, fu giustiziato nella repressione borbonica della Repubblica Napoletana.

## Biografia
Nato a Monteroni di Lecce, nella Terra d'Otranto (o più probabilmente a Lecce dove fu battezzato) al secolo parte del Regno di Napoli (attualmente in provincia di Lecce), nel 1755 da un'agiata famiglia borghese (il padre era intendente dei feudatari Lopez y Royo), studiò grammatica, retorica e letteratura greca presso il seminario di Nola e in questo stesso seminario divenne professore di retorica e poi, dal 1785 al 1786, rettore . Sostituito nell'incarico, Falconieri si spostò a Napoli dove ebbe un impiego come precettore dei figli del barone Zapponeta, e diresse una scuola privata . Tra i suoi allievi si ricordano il generale Luigi Arcovito, il patriota giacobino Vincenzo Galiani, lo scrittore e giurista Vincenzo Cuoco, Giovanni Jatta, Vincenzio Russo, Emanuele De Deo ed altri .
Seguace dell'illuminismo napoletano, che nella città partenopea conobbe una intensa stagione con esponenti di rilievo nazionale , Falconieri s'impegnò nella didattica e nelle riforme sociali. Spostatosi su posizioni più radicali, prese parte attiva alla Repubblica Partenopea che fu proclamata, dopo la rivoluzione francese, sull'onda della Prima Campagna d'Italia delle truppe della Francia repubblicana. Nominato capitano di un battaglione della Guardia Nazionale, fu comandante militare del Dipartimento del Volturno (suo segretario Vincenzo Cuoco), riuscì a salvare dal saccheggio i tesori della Reggia di Caserta, ma con il crollo della Repubblica assalita dalle truppe sanfediste del Cardinale Ruffo, si rifugiò nella fortezza di Capua insieme con le truppe francesi tentandone l'estrema difesa. Caduta Gaeta (28 luglio), Falconieri tentò di sottrarsi all'arresto travestito da soldato francese . Catturato e processato, fu sconsacrato dal Vescovo di Ugento e decapitato a Napoli, all'età di quarantaquattro anni. 
Tra le sue opere, oltre a scritti di oratoria, tra le quali le Istituzioni oratorie ... sugli esemplari dei primi maestri di quest'arte ... del 1789, più volte ristampata  , troviamo traduzioni di testi della letteratura greca e latina e componimenti poetici.
Al suo nome sono dedicate la piazza principale nel centro storico di Monteroni di Lecce e una via di Napoli, nonché una via ad Afragola (NA)

## Opere (selezione)
- Introduzione alla poesia latina ed italiana o siano i principali precetti per ben verseggiare nell'una, e nell'altra lingua raccolti [...] dal sacerdote d. Ignazio Falconieri ..., Napoli, Stamperia di Michele Migliaccio, 1788.
- Saggio di poesie latine, italiane, e greche colla traduzione della famosa tragedia delle donne trojane di Lucio Anneo Seneca del sacerdote d. Ignazio Falconieri ..., Napoli, Stamperia di Amato Cons, 1788.
- Istituzioni oratorie del sacerdote D. Ignazio Falconieri ... sugli esemplari de' primi maestri di quest'arte composte, ed arricchite di bellissimi esempi per uso della sua scuola privata, Napoli. Stamperia di Michele Migliaccio, 1789.
- Sentimenti ed orazioni scelte di M. Tullio Cicerone ... con cinque arringhe di T. Livio ... Raccolte, e fornite di note per l'intelligenza del testo, e di una minuta analisi rettorica dal sacerdote d. Ignazio Falconieri ..., Napoli, Stamperia di Michele Migliaccio, 1793.